# Лівий фронт мистецтва
Лі́вий фронт мисте́цтва — літературно-художнє об'єднання, створене 1922 року в Москві на чолі з Володимиром Маяковським і 1929 року реорганізоване в Революційний фронт мистецтва (РЕФ).
До його діяльності були причетні відомі поети Микола Асєєв, Семен Кірсанов, Борис Пастернак та інші, критики і теоретики мистецтва Віктор Шкловський, Осип Брік та інші.
Представники цього угрупування висунули ідеї мистецтва як «життєбудівництва», «соціального замовлення» (митець — тільки майстер, що виконує завдання свого класу), а також «революції форми». Вони виступали за утилітарне призначення мистецтва, заперечували вигадку в літературі, протиставляючи їй так звану «літературу факту».